# Séminaire de Saint-Vivien
 (octobre 2023).
Le Séminaire de Saint-Vivien est un ancien séminaire situé rue Saint-Vivien, dans le quartier de la Croix-de-Pierre, à Rouen.

## Historique
Fondé en 1659 par François II de Harlay, archevêque de Rouen, il est dirigé par les prêtres de la Congrégation des Eudistes. Ce grand séminaire ou séminaire archiépiscopal s'adresse aux « grands clercs ».
Le terrain est acquis, au nom des Eudistes, le 29 mai 1658 par Pierre-Maris de La Motte, évêque de Béryte, à l'emplacement d'un ancien couvent d'Annonciades. Il ouvre le 15 février 1659.
La chapelle Saint-Marc ou du Clos Saint-Marc est réunie au séminaire vers 1693. La chapelle du Séminaire, dédiée à la Vierge, est construite à partir de 1765.
En 1789, le cardinal de la Rochefoucauld réunit le prieuré Saint-Jacques du Val-aux-Grès (Bolbec)[source insuffisante]. Il est supprimé en 1792, et les locaux sont désaffectés. Après le Concordat, il est réuni au Séminaire Saint-Nicaise.
Les bâtiments ont servi de prison pour les prêtres insermentés qui étaient envoyés à Rochefort. Vendus, ils ont servi d'établissements industriels. Acquis en 1871 par la ville de Rouen pour devenir une école de commerce, l'ancien séminaire devient en 1887 la caserne Philippon.
En 2018, les militaires quittent le lieu et l'ancienne caserne est transformée en résidence pour personnes âgées, ouverte en 2023.